# بيئة الكويت
البيئة في الكويت هي بيئة طبيعية تتألف من العناصر الحيوية وغير الحيوية التي تشكل المحيط الذي تنتعش فيه الأنواع الحية وتلبي احتياجاتها. تشهد البلاد تحديات بيئية معقدة، بفعل النشاط الاقتصادي المتزايد، تغيّرات المناخ، والضغوط البشرية المتنوعة.

## الجغرافيا والتنوع الحيوي
تمتد مساحة الكويت (~18٬000 كم²) عبر صحاري رملية وسهلية منخفضة، تشهد معدلات هطول مطري نادرة (~115 مم/سنة) مقارنة بتبخر مرتفع جداً (~2٬608 مم/سنة). يُذكر أن التنوع الحيويّ الصحراوي متأثر بالأنشطة البشرية مثل الرعي الجائر، التخييم، استخدام المركبات خارج الطرق، والمقالع الرملية؛ إضافة إلى توسع المناطق الحضرية التي تقلص النظم البيئية الفطرية.

## التدهور البيئي وكوارث البترول

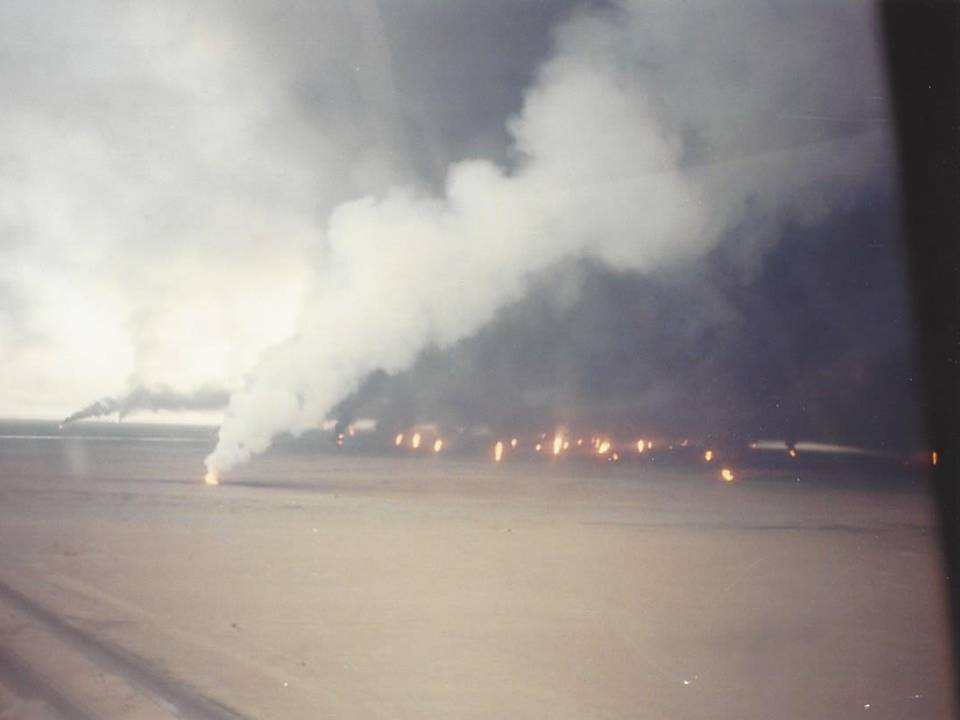
حرائق آبار النفط جنوب مدينة الكويت عام 1991.

في أعقاب حرب الخليج، اندلعت حرائق في أكثر من 600 بئر نفط، وُجدت نحو 300 بحيرة نفطية ألحقت أضراراً كبيرة بالتربة والتنوع النباتي، ونفذت الكويت، بمساندة الأمم المتحدة، برنامج "برنامج معالجة البيئة في الكويت" لإزالة التلوث وإزالة الذخائر والألغام، حيث أُزيلت غالبية المخلفات، وبدأت عمليات إعادة التشجير.

## الموارد المائية وإدارة الطلب
تُعتبر الكويت من أكثر الدول ندرة في المياه العذبة؛ إذ لا توجد أنهار أو بحيرات طبيعية. تعتمد بالكامل تقريباً على تحلية مياه البحر، لتوفير نحو 90٪ من احتياجات الشرب و60٪ من إجمالي المياه المستهلكة.
تتناقص الموارد المتجددة السنوية من المياه من نحو 17.3 م³/نسمة سنة (1977) إلى 4.8 م³/نسمة سنة (2018). يعتمد الخليج (بما فيه الكويت) على تحلية المياه بنسبة تصل إلى 90٪، لكن هذا أسلوب مكلف بيئياً، مع انبعاثات ثاني أكسيد الكربون، وارتفاع ملوحة المياه البحرية.

## التلوث البحري وازدحام الساحل
تشهد المياه الإقليمية مشكلات تلويث متنوعة:
- تصريف كيميائي ونفايات السفن.[8]
- أعمال التجريف واستصلاح الأراضي تؤثر على وضوح المياه.[9]
- مشاريع مثل مدينة صباح الأحمد البحرية خلقت مناطق بحرية اصطناعية أصبحت ملاذاً طبيعياً للكائنات.

## تلوث الهواء وغازات الاحتباس الحراري
تشكل أنشطة النفط والغاز نحو 95٪ من انبعاثات ثاني أكسيد الكربون في البلاد، ما يجعل نصيب الفرد الكويتي (~34.2 طن/سنة) من بين الأعلى عالمياً.
الرياح الشمالية تنقل الغبار والجسيمات من محطات الطاقة والمصافي إلى المناطق السكنية، ما يزيد من تلوث الهواء.

## التصحر وتدهور الأراضي
أفاد معهد الكويت للأبحاث العلمية أن نحو 35٪ من أراضي الكويت تواجه خطر انزياح الرمال بشدة، و22٪ أخرى ضمن نطاق مرتفع.
تشمل أسباب التصحر التعرية الهوائية والمائية، تدمير الغطاء النباتي، والرعي الجائر، ما أثر على نحو 76٪ من النظام الصحراوي.
تؤكد تقارير أن التصحر أصبح "المعركة البيئية التالية" للكويت، مع برامج للتشجير واستصلاح التربة.

## الإدارة والحلول البيئية
أُنشئت الهيئة العامة للبيئة سنة 1995 لقيادة الجهود التشريعية والرقابية البيئية، كما أُطلقت مبادرات مثل الخطة الخضراء الوطنية (2015) لتشجير آلاف الهكتارات، وإنشاء محميات طبيعية، وتطوير التخطيط العمراني والزراعي المستدام.